# Theo Fitzau
Theodor Heinrich Fitzau, detto Theo (Köthen, 10 febbraio 1923 – Groß-Gerau, 18 marzo 1982), è stato un pilota automobilistico tedesco.
Principalmente noto come pilota di Formula 2, prese parte in F1 al Gran Premio di Germania 1953 a bordo di una AFM privata. Non porterà a termine la gara.

## Risultati in Formula 1
| 1953 | Scuderia          | Vettura |  |  |  |  |  |  |     |  |  | Punti | Pos. |
| ---- | ----------------- | ------- |  |  |  |  |  |  | --- |  |  | ----- | ---- |
| 1953 | Helmut Niedermayr | AFM     |  |  |  |  |  |  | Rit |  |  | 0     |      |

| Legenda | 1º posto     | 2º posto | 3º posto    | A punti         | Senza punti/Non class.  | Grassetto – Pole position Corsivo – Giro più veloce |
| Legenda | Squalificato | Ritirato | Non partito | Non qualificato | Solo prove/Terzo pilota | Grassetto – Pole position Corsivo – Giro più veloce |